# Liste der Biografien/Van W
Liste der Biografien |
Portal Biografien |
W Personensuche
# |
A |
B |
C |
D |
E |
F |
G |
H |
I |
J |
K |
L |
M |
N |
O |
P |
Q |
R |
S |
T |
U |
V |
W |
X |
Y |
Z |
?
 
Va |
Ve |
Vh |
Vi |
Vj |
Vl |
Vn |
Vo |
Vr |
Vs |
Vt |
Vu |
Vy
 
Vaa |
Vab |
Vac |
Vad |
Vae |
Vaf |
Vag |
Vah |
Vai |
Vaj |
Vak |
Val |
Vam |
Van |
Vap |
Vaq |
Var |
Vas |
Vat |
Vau |
Vav |
Vaw |
Vax |
Vay |
Vaz
 
Van A |
Van B |
Van C |
Van D |
Van E |
Van F |
Van G |
Van H |
Van I |
Van K |
Van L |
Van M |
Van N |
Van O |
Van P |
Van Q |
Van R |
Van S |
Van T |
Van U |
Van V |
Van W |
Van Y |
Van Z

Vana |
Vanb |
Vanc |
Vand |
Vane |
Vang |
Vanh |
Vani |
Vanj |
Vank |
Vanl |
Vanm |
Vann |
Vano |
Vanp |
Vanq |
Vanr |
Vans |
Vant |
Vanu |
Vanv |
Vanw |
Vany |
Vanz
Die Liste der Biografien führt alle Personen auf, die in der deutschsprachigen Wikipedia einen Artikel haben. Dieses ist eine Teilliste mit 26 Einträgen von Personen, deren Namen mit den Buchstaben „Van W“ beginnt.

## Van W

### Van Wa
- Van Waas, Guy (* 1948), belgischer Dirigent, Klarinettist und Organist
- Van Waeyenbergh, Honoré (1891–1971), römisch-katholischer Weihbischof in Mecheln-Brüssel
- Van Wagenen, Lola (* 1938), US-amerikanische Historikerin und Aktivistin
- Van Wagoner, Murray (1898–1986), US-amerikanischer Politiker, Gouverneur von Michigan
- Van Walle, Tom (* 1987), belgischer Beachvolleyballspieler
- Van Wambeke, Line (* 1979), belgische Schauspielerin
- Van Wart, Isaac (1762–1828), Soldat im Amerikanischen Unabhängigkeitskrieg
- Van Wauwe, Annelien (* 1987), belgische Klarinettistin

### Van We
- Van Werveke, Auguste (1866–1927), luxemburgischer Architekt und Maler
- Van Werveke, Hans (1898–1974), belgischer Mediävist und Historiker
- Van Werveke, Thierry (1958–2009), luxemburgischer Schauspieler und Sänger
- Van Wezemael, Joris (* 1973), schweizerisch-belgischer Planungswissenschafter und Architektursoziologe

### Van Wi
- Van Wie, Doug (* 1984), US-amerikanischer Schwimmer
- Van Wijnendaele, Karel (1882–1961), belgischer Sportjournalist
- Van Wilder, Ilan (* 2000), belgischer Radrennfahrer
- Van Winkle, Abby (* 1999), US-amerikanische Beachvolleyballspielerin
- Van Winkle, Isaac Homer (1870–1943), US-amerikanischer Jurist und Politiker (Republikanische Partei)
- Van Winkle, Marshall (1869–1957), US-amerikanischer Politiker
- Van Winkle, Pappy (1874–1965), US-amerikanischer Geschäftsmann
- Van Winkle, Peter G. (1808–1872), US-amerikanischer Politiker (Republikanische Partei)
- Van Winkle, Travis (* 1982), US-amerikanischer SchauspielerTravis Van Winkle (* 1982)

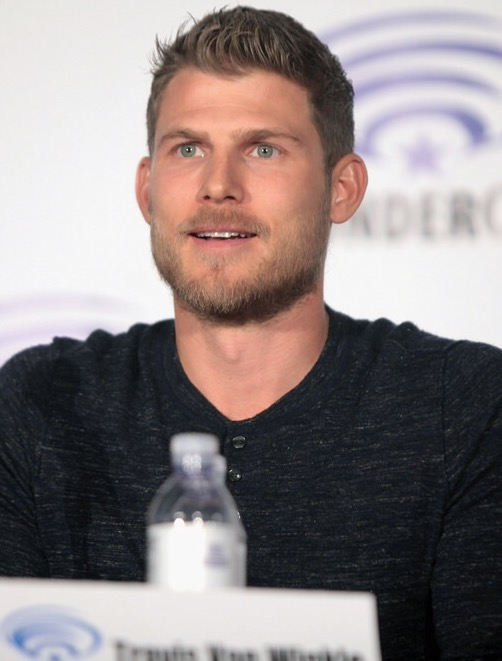
Travis Van Winkle (* 1982)

### Van Wo
- Van Wolvelaere, Patty (* 1950), US-amerikanische Hürdenläuferin

### Van Wy
- Van Wyck, Charles (1824–1895), US-amerikanischer Politiker
- Van Wyck, Robert Anderson (1849–1918), US-amerikanischer Jurist und Bürgermeister von New York
- Van Wyck, William W. (1777–1840), US-amerikanischer Politiker
- Van Wyk, Jan (* 1969), namibischer Politiker der UPM